# ロー対ウェイド事件
ロー対ウェイド事件(ローたいウェイドじけん、Roe v. Wade, 410 U.S. 113 (1973))は、「妊娠を継続するか否かに関する女性の決定は、プライバシー権に含まれる」として、アメリカ合衆国憲法修正第14条が女性の堕胎の権利を保障していると初めて判示し、人工妊娠中絶を規制するアメリカ国内法を違憲無効とした1973年のアメリカ合衆国最高裁判所の判決である。
妊娠中絶を、アメリカ合衆国憲法により保障された権利として、堕胎禁止を違憲とした判決（ロー判決）は、アメリカ合衆国の法律および政治・社会に多大な影響を及ぼした。中絶を合法化すべきか、憲法裁判における最高裁の役割、政治における宗教のあり方など、判決は様々な分野で大きな議論を巻き起こした。
ロー判決は、アメリカ合衆国の歴史上、最も政治論争の対象となっている判例の一つである。

## 歴史

### ロー判決までの判例
アメリカ合衆国では、建国以来19世紀に入るまでは胎動感前の妊娠中絶については罰せられなかった。1820年代以後、主に女性の健康への配慮から人工妊娠中絶を規制する州が現れ、19世紀後半に入るとこの動きは加速した。1950年代までにはほとんどの州で女性の生命への危険を例外として中絶が禁止された。一方、1960年代に入ると中絶の条件緩和の動きが見られ、1970年までに4つの州で中絶が合法化されていた。
一方、1960年代以降、判例上プライバシー権が合衆国憲法上の権利として認められてきた。1965年のグリズウォルド対コネチカット州事件判決で最高裁は、婚姻関係にあるカップルによる避妊具の利用を禁じたコネチカット州法について、プライバシーの権利の侵害であるとして違憲判決を下した。グリズウォルド判決の多数意見は、プライバシーの権利は憲法上明文規定はないものの、合衆国憲法の様々な人権規定の「半影」(英: penumbra)として認められると判示した。1972年のアイゼンスタット対ベアード事件判決では、未婚カップルによる避妊具の所持もプライバシーの権利の一部として認められるとし、避妊具の購入を既婚者に限定したマサチューセッツ法が違憲とされた。しかし、ロー判決前に女性の妊娠中絶の権利について判断した判例はなかった。

### 事件の経緯
ロー対ウェイド事件は、妊娠中であった未婚女性ノーマ・マコービーおよび中絶手術を行い逮捕された医師などが原告となり、母体の生命を保護するために必要な場合を除き妊娠中絶手術を禁止したテキサス州法が違憲であるとして、1970年3月テキサス州ダラス郡の地方検事ヘンリー・ウェイドを相手取って訴えた訴訟である（原告名の「ジェーン・ロー」は、原告の身元を秘匿する際に用いられた仮名である）。原告らは、州法の規定は不明確であり、また憲法上保障されている女性の中絶の権利を侵害していると主張した。
テキサス州北部地区連邦地方裁判所はローらの訴えを認めたが、法律の執行差止めの請求は棄却した。原告・被告双方が上訴し、合衆国最高裁は上訴請求を認めた。1971年12月に最初の口頭弁論が開かれたが、バーガー首席裁判官は再審理を求め、2回目の口頭弁論が1972年10月に開かれた。口頭弁論では、弁護士サラ・ウェディントンがローらを代表して弁論を行った。

## 判決
合衆国最高裁は1973年1月22日、7対2でテキサス州の（妊娠中絶を原則禁止とした）中絶法を違憲とする判決を下した。ブラックマンが多数意見を執筆し、バーガー(首席裁判官)、ダグラス、ブレナン、スチュアート、マーシャル、パウエル各判事が同意意見。ホワイト、レンキスト両判事（後の首席裁判官）がそれぞれ反対意見を述べた。

### 多数意見
多数意見は最初に、妊娠中絶規制の歴史を振り返り、当時アメリカで一般的であった中絶を犯罪として罰する法律は19世紀後半以降の比較的新たな立法であることを指摘した。次にプライバシーの権利について検討し、憲法は明文上プライバシーの権利について触れていないと認めながらも、州がデュー・プロセス・オブ・ローなしに、人々の自由を奪うことを禁止した修正第14条を根拠に、プライバシーの権利を憲法上の権利として承認した。最高裁は、女性が妊娠中また出産後に負う肉体的・心理的負担について強調し、プライバシーの権利は女性が妊娠中絶を行うかどうかを決定する権利を含むと判示した。しかしながら、中絶の権利は絶対的ではなく、州の利益とのバランスがはかられるべきであるとし、中絶の権利は根本的な権利であるため、これを制限する法律の合憲性は、厳格審査基準で判断されると述べた。
多数意見は胎児の生命について、合衆国憲法上「人」に胎児が含まれるとは明記されていないと述べ、人の生はいつから始まるかという論争に関与することを避けた。その上で、州は母体の健康を保護するやむにやまれない利益を有するほか、胎児の母体外での生存が可能となる時点以降は、州は生命の可能性を保護するやむにやまれない利益を有するとされた。
以上の分析にもとづき、最高裁は妊娠を三半期毎に分け、それぞれについて州による中絶規制の憲法上の制限を定めた。第1三半期においては、政府は中絶を禁止してはならず、（免許のある産科医によらなければならないなど）医療上の要件だけを定めることができる。第2三半期に入ると、政府は中絶を禁止することはできないが、母体の健康のために合理的に必要な範囲で中絶の方法を制限することができる。第3三半期、すなわち胎児が独立生存可能性を備えた後は、政府は母体の生命・健康を保護するために必要な場合を除いて、中絶を禁止することができる。なお、この妊娠を三半期に分ける枠組みは、1992年のプランド・ペアレントフッド対ケイシー事件判決で覆された。
この結果、母体の生命を保護するために必要な場合を除き中絶を全面的に禁止したテキサス州法の規定は違憲無効とされた。同日下されたドウ対ボルトン事件判決では、母体の健康・生命の危険、胎児の深刻な障害、レイプによる妊娠の各場合を除き中絶を禁止していたジョージア州法が違憲とされた。また、上記の枠組みに従わない多くの州の中絶禁止規定は自動的に無効となった。
なおテキサス州は、原告ローは最高裁での口頭弁論の時点ですでに出産していたため、判決によって救済を受けることはできず、事件はムート（仮定上のもの）となり請求は却下されるべきであると主張した。これについて多数意見は、妊娠期間中に訴訟を提起し上級審の判断を仰ぐことは困難であるため、ムートの法理を適用すると実質的に司法審査が不可能になってしまうとして、「繰り返されるが審査は免れる」の例外を適用し、テキサス州の主張を退け実体判断を行った。

### 反対意見
ホワイト判事とレンキスト判事はそれぞれ反対意見を執筆し、女性の中絶の権利を認めた多数意見を批判した。反対意見は第一に、明文規定のないプライバシー権、とりわけ女性の中絶の権利を最高裁が認めるべきでないと論じる。レンキスト判事の反対意見は、修正第14条が採択された1868年までに36の中絶禁止法が制定されていたにも関わらず、採択時にこれらの法律が憲法上問題視されなかったことを指摘し、多数意見が明文および起草者の意思に反する新たな権利を作り出したことを批判した。さらに反対意見は、胎児の成長と女性への影響という二つの相反する価値の調整に裁判所が足を踏み入れるべきでないと指摘する。ホワイト判事は、中絶の是非は人々による民主的な意思決定過程に委ねられるべきだと主張した。

## ロー判決をめぐる論争
プロライフ派はこの判決により法律を通じて妊娠中絶を禁止することができなくなったため、中絶手術を行うクリニックでの座り込みや妊娠中絶を考えている女性への説得から養子縁組の推進まで、様々な草の根運動を繰り広げてきた。さらに中絶反対運動の中には、中絶手術を行っている医者への嫌がらせや極端な場合は殺人といった暴力的な手段に出るグループもあった。こうした強硬派は、医師の生命を絶つことで多くの胎児の生命が救われるとして殺害を正当化したが、プロライフ派の主流は暴力の行使に対しては強く反対している。また中絶と乳癌の関係が指摘され、テキサス州では実際に中絶を検討している女性に対して乳癌の危険性について知らせる文書を配布することを義務づける法律が制定されたが、アメリカ国立ガン研究所は中絶と乳癌の関係を否定している。ロー判決が下された1月22日は、毎年ワシントンD.C.にある合衆国最高裁の建物の前で抗議活動が行われている。
一方でロー判決を支持する人も多い。特に女性団体は、女性の自己決定権を承認した本判決が女性の平等を達成する上で重要な判例であるとして、判例変更に強く反対している。プロチョイス派は、女性が望まない妊娠・出産を強制されることは男女平等に反するとし、中絶を防ぐには中等教育での性教育、避妊具の利用、両親の子どもへの関与などが効果的な手段であると主張する。中絶禁止を許容した場合、豊かな女性は他の中絶を合法としている州で中絶手術を受けられる一方、貧しい女性は危険な中絶手術を行い、結果として女性の健康が害されているとの指摘もある。
法律家の間でも見解は分かれている。ロー判決への最大の批判は、合衆国最高裁が憲法の明文にも制定者の意思にも根拠を持たない新たな権利を承認した点に向けられている。これに対してロー判決の支持者は、最高裁はこれまでも結婚の権利、子どもを養育する権利、避妊の権利など憲法に明文規定のない様々な権利を認めてきており、中絶の権利を認めたロー判決は何ら判例に反するものではないと主張している。また、胎児の生命の価値は憲法においてどのように位置づけられるべきか、中絶の権利の根拠をどの条項に置くかなどについても争いがある。
ロー判決の賛成派と反対派は現在でも激しく論争を続けている。合衆国最高裁のブレイヤー判事は2000年のステンバーグ対カーハート事件判決で、両者の対立を次のようにまとめている。
数百万人のアメリカ人が、生命は受精時に始まり、妊娠中絶は罪のない子どもの殺人であり子どもの自由の侵害であると信じ、法律が中絶を許容するという考えにためらいを感じている。他の数百万人は、中絶の禁止によって、多くのアメリカ人女性が尊厳なき生を強いられ、女性の自由が奪われ、最も貧しい女性を死と苦痛のリスクを伴った違法な中絶に追いやることになると信じている。

## 判決後の動き

### 判例
妊娠中絶禁止を支持するロナルド・レーガン大統領は、連邦裁判所判事任命の際、中絶問題への態度を判断基準とし、議論を呼んだ。ロー判決支持派の最高裁判事が引退し、その後任としてレーガン大統領が保守派の判事を任命したため、1980年代後半にはロー判決が覆されることが予想された。中絶の権利をめぐる判決では必ず判事間で激しい意見の対立を見るが、2021年現在でも女性の中絶の権利を認めたロー判決の中心部分が覆されるまでには至っていない。ロー判決後の重要な最高裁判例は以下の通りである。

#### ウェブスター対リプロダクティブ・ヘルス・サービス事件
合衆国最高裁は1989年、ウェブスター対リプロダクティブ・ヘルス・サービス事件において、5対4で、一定の中絶への制限について合憲判断を下し、ロー判決の三半期にもとづく枠組みを変更した。3人の判事による複数意見は、ロー判決を激しく攻撃したものの、明示的な判例変更には踏み込まなかった。保守派のスカリア判事は判決の結論だけに同調し、複数意見はロー判決を変更すべきであったと批判した。ロー判決の執筆者であり熱烈な支持者であるブラックマン判事は反対意見を述べ、中絶の権利への逆風を指摘した。

#### プランド・ペアレントフッド対ケイシー事件
ロー判決支持派の判事が引退し、代わってジョージ・H・W・ブッシュ大統領が任命した2人の判事が最高裁に加わったため、ロー判決は覆されることが予想された。ところが1992年、プランド・ペアレントフッド対ケイシー事件で、最高裁はロー判決を5対4で維持した。レーガン大統領が任命した3人のオコナー、ケネディー、スーター各判事の3人が共同で、憲法が女性の中絶の権利を保障していることを再確認する複数意見を述べた。一方複数意見はロー判決の三半期にもとづく分析を批判し、代わって中絶に対する制限が女性に対する「過度の負担」となっているかどうかという、より緩やかな違憲審査基準を導入した。レンキスト首席裁判官とスカリア判事は痛烈な反対意見を執筆した。

#### ステンバーグ対カーハート事件
最高裁は2000年、ステンバーグ対カーハート事件で、ケイシーで3人の判事が用いた「過度の負担」基準を多数意見としては初めて採用し、部分分娩中絶(en:Partial-birth abortion)を禁止したネブラスカ州法を違憲とした。ケイシー事件判決で複数意見に加わったケネディ判事は、本判決では反対意見に回った。レンキスト首席裁判官、スカリア、トーマス各判事がそれぞれロー判決の判例変更を求める反対意見を述べた。

#### ゴンザレス対カーハート事件
最高裁は2007年、ゴンザレス対カーハート事件において、部分分娩中絶を禁止する連邦法について、5対4で合憲と判断した。2003年にブッシュ大統領が署名して成立したこの連邦法は、全米3か所の連邦地裁と控訴裁が違憲判決を下していたため発効していなかった。ケネディ判事による多数意見は、ロー判決やケイシー判決の有効性については判断を避け、部分分娩中絶が常に危険であるとの議会の判断は尊重されるべきであり、本法は女性への過度の負担にはあたらず、これまでの判例によっても憲法に反しないとした。本判決は、中絶の権利擁護に積極的であったオコナー判事が引退し、保守派のアリト判事が着任して初めての中絶禁止に関する最高裁判例である。ブッシュ大統領は、「人間の尊厳と生命の神秘を守るために我々が果たしてきた進歩を裏付けるものだ」と判決を歓迎する一方、ヒラリー・クリントンは「判決は女性の自己決定権と健康を尊重してきた40年以上の判例からの逸脱で、（合憲判決は）憲法上の女性の権利を損なう」との批判した。

### 立法
連邦レベルでは、1990年代半ばに部分分娩中絶を禁止する法案が連邦議会を通過したが、ビル・クリントン大統領は拒否権を発動し、成立しなかった。ステンバーグ事件判決の後、議会は2003年、再び部分出産中絶を禁止する法案を可決し、ジョージ・W・ブッシュ大統領の署名を経て成立した。この法律の合憲性を争う訴訟が提起され、最高裁は2007年、合憲判決を下した。
ブッシュ大統領が2人の新たな合衆国最高裁判事を任命したことに伴い、ロー判決の判例変更を狙った州レベルでの立法も行われている。サウスダコタ州では2006年2月、レイプや近親姦による妊娠を含むすべての中絶の実施を重罪とする法律が可決され、知事の署名により成立した。この法律は、女性の生命の危険を防ぐ場合のみを例外と定めており、明らかにロー判決と矛盾するものである。提案者は、この法律が最高裁によるロー判決変更の機会となることを期待していると語っている。2006年11月、この法律に関する住民投票が行われ、反対多数で廃止された。
また、ミシシッピ州でも同様の法案が提案されたが、上院と下院の間で合意に至らず、廃案となっている。

### ジェーン・ローのその後
ロー事件の原告であるジェーン・ローことノーマ・マコービーは、1995年8月にキリスト教の洗礼を受けてクリスチャンになり、プロライフに転じて中絶反対派として活動した。
2005年、マコービーはロー対ウェイド事件の最高裁判決の見直しを求める上訴申し立てを行い、原告としてロー判決の再審を申し立てた。同年1月18日に開かれた記者会見で、マコービーは「私は、妊娠中絶を禁止したテキサス州法に異議を申し立てるために原告候補を探していた野心的な弁護士サラ・ウェディントンに利用された『駒』であった」と主張した。第5巡回区連邦控訴裁判所は、2004年9月14日に問題となったテキサス州法は無効となっており、事件はムート（無効）であるとして訴えを却下した。 2017年2月18日、69歳で死去。

## 社会への影響
判決を支持するプロチョイス派（女性の堕胎の権利を認める立場）は、女性のリプロダクティブ・ライツを確立する上で重要な判決であると考え、ロー判決の判例変更に強く反対している。一方、判例変更を求めるプロライフ（胎児の生命を尊重し中絶に反対する立場）は、判決が胎児の生命性を認めなかったことや、憲法に明文規定のない堕胎の権利を最高裁が認めたことなどを厳しく批判している。
1990年代以降、これまで増加の一途をたどっていた凶悪犯罪（特に少年犯罪）が劇的に減少したのは中絶合法化により「望まれざる子供」が生まれてこなかったためとする説が、シカゴ大学の経済学者スティーブン・レヴィットにより主張され、論争を引き起こした。しかしスティーブンに政治的あるいは宗教的意図はなく、あくまでも経済学的見地に基づいた主張である。
堕胎をめぐるアメリカ合衆国内の対立は激しく、その中心的な争点のルーツがロー判決の変更の是非である。2005年になりアメリカ合衆国最高裁判所判事の構成が変わったため、判例変更を目指す動きが再び活発化している。